# Карабинный тормоз
Караби́нный то́рмоз — тормозящий узел, система из карабинов и альпинистских верёвок, предназначенная для спасательных работ, когда необходимо обеспечить протравливание нагруженных верёвок силами одного-двух человек. Состоит из двух карабинов, один — как рама тормозного устройства, а другой — как подвижная поперечина. Поперечина служит для создания сильного трения. За счёт подвижной поперечины можно регулировать давление карабина на верёвку, то есть регулировать величину трения. При крайней необходимости карабин, выполняющий роль поперечины, можно заменить скальным молотком или ледорубом. Систему подстраховывают схватывающим узлом. Применяют в туризме.

## Способ завязывания
1. Закрепить замуфтованный карабин[10][11].
2. Вытянуть петлю верёвки из карабина.
3. Вдеть другой карабин между верёвкой и первым карабином.
4. Замуфтовать карабины.
5. Подстраховать спуск схватывающим узлом.

## Признаки
Плюсы
- Узел — прост
- Работает на одинарной и двойной верёвках
- Не крутит верёвку
- Легко завязывать
- Легко развязывать

Минусы
- Муфтованные карабины — необходимы
- Такой вид нагрузки не предусмотрен изготовителем карабинов

## Применение
В спортивном туризме
- В туризме применяют при спасательных работах